# Fedora- und Red-Hat-Versionsnamen
Die Linux-Distribution Red Hat Linux (RHL) benannte, wie andere Distributionen auch, die jeweiligen Versionen der Software neben der Versionsnummer auch mit einzelnen Codenamen für jedes größere Release. Diese Tradition wurde auch im Fedora-Projekt bis zur Version 20 fortgeführt.    Die Codenamen von Red Hat Enterprise Linux (RHEL) folgten nie der hier beschriebenen Tradition. Dort werden Ortsnamen aus den USA als Codenamen verwendet.

## Namenszusammenhänge
Ab der Version 3.0.3 der Red-Hat-Linux-Distribution war der besondere Clou hinter diesen Namen die Tatsache, dass alle Begriffe zweideutig sind. Die zweite Bedeutung eines Begriffes hängt jeweils thematisch mit der ersten Bedeutung des Namens der nächsten Version zusammen (soweit man diese Bedeutungen ordnen kann).

## Namen
| Version       | Codename          | Veröffentlichungsdatum    | Anmerkungen |
| 0.8           | Preview           | Sommer 1994               | Marc Ewing veröffentlichte diese Version als Demonstration der Red-Hat-Linux-Distribution. |
| 0.9           | Halloween         | Herbst 1994 (31. Oktober) | Nun war Red Hat Linux fast ein Produkt, das man ausliefern konnte. Es wurde wegen des Zusammenhanges zwischen Datum und Namen besonderer Wert darauf gelegt, dieses Release planmäßig am 31. Oktober zu veröffentlichen. |
| 1.0           | Mother’s Day      | Sommer 1995               | Das erste offizielle Release. |
| 1.1           | Mother’s Day      | Spätsommer 1995           | Bugfix-Release, um die Fehler in der ersten Version auszubügeln. |
| 2.0beta       | Bluesky?          | Später Spätsommer 1995    | Dieses Release nutzte zum ersten Mal das Paketmanagementsystem RPM. RPM basierte auf den Vorläufern RPP, PMS und PM und wurde in Perl geschrieben. |
| 2.0           | NoName?           | Frühherbst 1995           | RPM erblickt offiziell das Licht der Welt. Eine Stärke von RPM ist die Möglichkeit, es auf verschiedenen Architekturen einzusetzen. Dies gestattet es, Ports für Alpha-Prozessor und 68k zu erstellen. Diese grundlegende Änderung führte zur Erhöhung der ersten Stelle. |
| 2.1           | NoName?           | Spätherbst 1995           | Dies ist das erste Release, das es für verschiedene Architekturen gibt. Red Hat veröffentlichte die Distribution für Intel- und Alpha-CPUs. |
| 3.0.3         | Picasso           | März 1996                 | Es gibt das Gerücht, dass Red Hat die Version 3.0.3 nannte, da Slackware 3.0 zu dieser Zeit veröffentlicht wurde. RPM wurde neu geschrieben in C. Nun beginnt auch die Verkettung von Codenamen. Den Anfang macht Picasso, ein Maler. |
| 3.95          | Rembrandt         | August 1996               | Rembrandt war sowohl der Name eines Malers als auch der einer Zahnpaste. |
| 4.0           | Colgate           | Oktober 1996              | Colgate ist eine bekannte Zahnpaste und der Name einer Familie, die in den USA Universitäten finanzierte. Der Grund für die Erhöhung der major number ist, dass dies das erste Release für drei Architekturen war. Weitere waren im Falle des kommerziellen Erfolgs vorgesehen. |
| 4.1           | Vanderbilt        | Januar 1997               | Vanderbilt ist der Name einer weiteren Familie, die Universitäten finanzierte. |
| 4.2           | Biltmore          | 23. April 1997            | Biltmore ist das Schloss der Vanderbilts, das in den Bergen von North Carolina gebaut wurde. Ebenso ist Biltmore der Name eines Weines, der an Häusern wächst. |
| 4.95          | Thunderbird       | Sommer 1997               | Thunderbird ist ein weiterer Wein, dem zusätzlicher Alkohol zugesetzt wird. Er gilt nicht gerade als ein guter Wein. Außerdem gab es ein Ford-Thunderbird-Automobil. Diese Version war die erste offizielle Beta-Testversion, um Rückmeldungen über die Änderungen zu erhalten. |
| 4.96          | Mustang           | Herbst 1997               | Der Mustang war sowohl ein Auto als auch ein Jagdflugzeug (North American P-51) im Zweiten Weltkrieg. |
| 5.0           | Hurricane         | 10. November 1997         | Der Hurrikan ist ein tropischer Wirbelsturm. Außerdem gab es im Zweiten Weltkrieg ein Kampfflugzeug mit diesem Namen. Ebenso ist ein Cocktail so benannt. Diese Version stand für große Veränderungen. RPM wurde von Grund auf neu geschrieben. Eine bessere Konfiguration durch die Benutzer war eines der Hauptziele, und Red Hat war eine der ersten Distributionen, die die neue Glibc 2.0 statt der alten Glibc 1.x (libc 5.2) benutzte. |
| 5.1           | Manhattan         | 11. Mai 1998              | Manhattan (Cocktail) ist ein Cocktail. Ebenso ist es der Name für das Manhattan-Projekt, dessen Ziel die Entwicklung der Atombombe war und welches den Kalten Krieg startete. |
| 5.2           | Apollo            | 14. Oktober 1998          | Im Apollo-Programm wird als das erste Anzeichen dafür beschrieben, dass der Kalte Krieg würde enden müssen, da die Sowjetunion nicht in der Lage war, den Mond zu erreichen, ohne damit schwere wirtschaftliche Folgen in Kauf zu nehmen (ein anderer Zusammenhang zwischen Manhattan und Apollo könnte sein, dass beides Theaterhäuser waren, aber die Analogie zum Kalten Krieg schien die passendere zu sein). Apollo war auch der Name einer der beiden Hauptdarsteller in der Science-Fiction-Fernsehserie Kampfstern Galactica aus den 1970er Jahren. |
| 5.9           | Starbuck          | unbekannt                 | Starbuck ist der Name der zweiten Hauptfigur in Kampfstern Galactica und ein musikalischer Charakter aus dem Broadwayklassiker „Rain Maker“. |
| 6.0           | Hedwig            | 19. April 1999            | Hedwig ist die Hauptfigur im Musical Hedwig and the Angry Inch. Ebenso handelt es sich bei Hedwig um einen Dr.-Seuss-Charakter. Version 6.0 nutzte Glibc 2.1 und wechselte von der GNU Compiler Collection zum EGCS 1.2. Auch wurde erstmals der Linux-Kernel 2.2 eingesetzt. All das machte das Release inkompatibel zu den vorherigen (und auch den späteren, wie sich herausstellen sollte). |
| 6.0.95        | Lorax             | unbekannt                 | Lorax ist ein weiterer Dr.-Seuss-Charakter. Außerdem ist Lorax der Name eines Makrovirus für MS-Word. |
| 6.1           | Cartman           | 27. September 1999        | Cartman ist ein weiterer Makrovirus und ein Charakter aus der South-Park-Serie. |
| 6.1.95        | Piglet            | Winter 1999               | Ein klassischer Comic-Charakter und eine Figur aus dem Monty-Python-Film Die Ritter der Kokosnuß. |
| 6.2           | Zoot              | Frühjahr 2000             | Eine weitere Figur von Monty Python und der klassische Zoot Anzug aus dem frühen 20. Jahrhundert. |
| 6.0.98        | Pinstripe         | Sommer 2000               | Ein weiterer Anzug aus dem 20. Jahrhundert. Pinstripe ist auch ein Bier. Es geht sogar das Gerücht, dass Pinstripe im Abspann des Films Star Wars: Episode I – Die dunkle Bedrohung auftauchte. |
| 7.0           | Guinness          | 30. August 2000           | Diese Ausgabe wurde nach dem irischen Guinness-Bier benannt (Gerüchteweise wurde diese Ausgabe in Erinnerung und zur Würdigung nach Sir Alec Guinness benannt). Dieses Release brachte die Glibc 2.2 und einen neuen Gcc mit (benannt mit der Version 2.96, welche ein Vorläufer von Gcc 3.0 war). Bibliotheken und Entwicklungsdateien waren vorbereitet für den Linux-Kernel 2.4. |
| 7.0.90        | Fisher            | 1. Februar 2001           | Diese Beta-Version wurde nach Carrie Fisher benannt, eine Schauspielerin aus drei Star-Wars-Filmen. Der Fisher ist auch ein seltenes nordamerikanisches Säugetier, das mit dem Wiesel verwandt ist. Diese Beta enthielt den Linux-Kernel 2.4 für bessere Sicherheit im Netzwerk und eine bessere Sprachunterstützung. |
| 7.0.91        | Wolverine         | 21. Februar 2001          | Wolverine ist ein weiteres Wiesel, im Deutschen unter dem Namen Vielfraß bekannt. Es ist bekannt für seine Stärke und Furchtlosigkeit. Außerdem ist Wolverine auch der Name einer Comicfigur aus dem Marvel-Universum, die bei den X-Men beheimatet ist. |
| 7.1           | Seawolf           | 16. April 2001            | Seawolf ist ein College-Maskottchen. Es gibt einige Hinweise, dass Wolverine und Seawolf über die Namen von U-Booten aus dem Zweiten Weltkrieg zusammenhängen. In den 1950er Jahren wurden gleichnamige Spielzeug-U-Boote verkauft. Diese Ausgabe enthielt den 2.4er Kernel und eindeutige Namen, um den mitgelieferten Gcc vom Red-Hat-Gcc zu unterscheiden. Zudem kamen eine Reihe von neuen Verwaltungsprogrammen hinzu. |
| 7.1.92        | Roswell           | 27. Juli 2001             | Diese Beta führte ein neues Namensschema ein. Roswell (New Mexico) ist eine Stadt in den USA. Eine bekannte Schauspielerin von dort ist Demi Moore. Nach dem Zweiten Weltkrieg wurde Roswell vor allem durch einen UFO-Vorfall bekannt. Es gibt ebenfalls eine gleichnamige Fernsehserie. Die Änderungen in dieser Versionen waren das Ersetzen von LILO durch GRUB, XFree86 4.1, welches die alte Version 3.3.6 ersetzte, und das Einführen von Ext3 als Standarddateisystem.                                                                              |
| 7.2           | Enigma            | 22. Oktober 2001          | Enigma war der Name einer deutschen Chiffriermaschine im Zweiten Weltkrieg. Allgemein bedeutet es so viel wie Puzzle. Es gibt auch einen gleichnamigen Film. Diese Ausgabe brachte einen sehr stabilen Installer mit. GNOME benutzte Nautilus, und KDE lag in Version 2.2 bei. Der Linux-Kernel lag in einer stark gepatchten Version 2.4.7 bei. |
| 7.2.92        | Skipjack          | 20. März 2002             | Skipjack ist ein Verschlüsselungsalgorithmus. Es sollte ursprünglich im Clipper Chip verwendet werden, der jedoch nie Realität wurde. Wie auch Enigma wurde Skipjack gebrochen. Anfangs sah es anhand des Entwicklungsstandes so aus, als würde diese Beta den großen Sprung markieren und 8.0 vorbereiten. Doch Probleme führten dazu, dass diese Pläne fallen gelassen wurden. |
| 7.3           | Valhalla          | 6. Mai 2002               | Walhalla ist in der nordischen Mythologie das Paradies. Eine mögliche Verbindung zwischen Skipjack und Valhalla ist entweder die Tatsache, dass beides Inselnamen sind oder dass beides eine Klasse von Segelschiffen ist. Red Hat Linux 7.3 war eine sehr stabile Version von Red Hat und benötigte nur wenige Updates in den folgenden sechs Monaten. |
| 7.3.9[23]     | Limbo             | 3. Juli 2002              | Limbo ist zum einen in der römisch-katholischen Kirche der Übergangszustand, in dem gläubige Christen nach ihrem Tod verharren, bis Jesus wiederaufersteht, siehe Limbus. Es gibt aber auch den Limbo-Tanz. In dieser Version hielt der GCC 3.1 Einzug, ebenso eine Vorversion der Glibc 2.3, GNOME 2, KDE 3 und OpenOffice.org 1.0. Ein weiterer wichtiger Punkt war die Einführung einer Art Red-Hat-Desktop, eines vereinheitlichten Aussehens von Gnome und KDE, und einer Menge von Standardanwendungen.                                               |
| 7.3.94        | Null              | 19. August 2002           | Null ist der Zustand des Vergessens, Limbo ist der Platz des Vergessens. Es wurde nun GCC 3.2 eingesetzt, der RH-Desktop wurde verbessert. |
| 8.0           | Psyche            | 30. September 2002        | Mit Psyche wird die Instanz des Menschen bezeichnet, die für sein Verhalten verantwortlich ist, und es ist auch der Name eines Schmetterlings. In der griechischen Mythologie kann man in Amor und Psyche über sie lesen. Dieses Release hatte keine größere Bedeutung. Es brachte viele Neuerungen gegenüber dem 7er-Zweig mit; da Version 9 aber schon kurze Zeit später mit noch mehr Neuerungen erschien, wurde es kaum eingesetzt. |
| 8.0.03        | Phoebe            | Winter 2002               | Phoebe ist in der griechischen Mythologie eine der ursprünglichen Titaninnen. Phoebe ist auch ein Mond des Saturn (Phoebe (Mond)). Mit diesem Release wurde eine neue Threading Library (Nebenläufigkeit) eingeführt und der Desktop auch für unerfahrene Anwender brauchbar gemacht. |
| 9             | Shrike            | 31. März 2003             | Shrike ist ein Vogel der in England zu Hause ist und im Deutschen mit Würger bezeichnet wird. Shrike ist auch einer der Charaktere aus dem Buch Hyperion von Dan Simmons. Es könnte auch eine Verknüpfung zu einer Geschichte von John Keats sein, welche dann auch wieder auf Psyche deuten würde. Diese Version wurde deutlich mehr über Wege wie BitTorrent und als ISO-Abbilder heruntergeladen als verkauft. Red Hat verkürzte den Support-Zyklus auf ein Jahr und begann sich auf Enterprise-Varianten zu konzentrieren.                              |
| 9.0.93        | Severn            | 21. Juli 2003             | Severn ist der Fluss, an dem viele der Shrike-Vögel leben. Auch ist Severn ein weiterer Charakter aus der Hyperion-Buchreihe. Diese Version leitete einen grundsätzlichen Wandel ein. Red Hat wandelte das Projekt in ein Community-Projekt um und pflegte selbst eine darauf basierende Enterprise-Variante. Fedora Core war geboren. |
| Fedora Core 1 | Yarrow            | 5. November 2003          | In England gibt es einen Fluss mit dem Namen Yarrow. Yarrow ist des Weiteren die englische Bezeichnung für die Heilpflanze Gemeine Schafgarbe. Fedora Core 1 war die erste Community-Version von Red Hat Linux. Fedora Core treibt die Entwicklung mit kürzeren Entwicklungszyklen deutlich schneller voran. |
| Fedora Core 2 | Tettnang          | 18. Mai 2004              | Tettnang ist der Name einer Stadt in Baden-Württemberg, nördlich des Bodensees. Nach ihr wurde eine Hopfensorte benannt. FC2 brachte zum ersten Mal standardmäßig den Linux-Kernel 2.6 mit der SELinux-Sicherheitserweiterung mit, sowie den Gnome-Desktop in Version 2.6. |
| Fedora Core 3 | Heidelberg        | 8. November 2004          | Heidelberg ist wie Tettnang eine Stadt in Baden-Württemberg. Heidelberg ist gleichzeitig eine Biermarke. Zu den Neuerungen in FC3 zählen Gnome 2.8 und KDE 3.3.0. |
| Fedora Core 4 | Stentz            | 13. Juni 2005             | Das Elsässer Weingut André Stentz vertreibt wie die Biermarke Heidelberg alkoholische Getränke. |
| Fedora Core 5 | Bordeaux          | 20. März 2006             | Bordeaux ist eine Stadt in Südwestfrankreich, ein Weinbaugebiet und ein Charakter im DC-Universum. |
| Fedora Core 6 | Zod               | 24. Oktober 2006          | General Zod ist als Gegenspieler von Superman ebenfalls ein Charakter im DC-Universum |
| Fedora 7      | Moonshine         | 31. Mai 2007              | Sowohl Zod als auch Moonshine sind die Namen von Record Labels. |
| Fedora 8      | Werewolf          | 8. November 2007          | Sowohl Mondschein wie auch Werwölfe treten bei Vollmond auf. |
| Fedora 9      | Sulphur           | 13. Mai 2008              | Sulphur (englisch für Schwefel) galt in der Mythologie als Heilmittel gegen das Verwandeln in einen Werwolf. |
| Fedora 10     | Cambridge         | 25. November 2008         | Cambridge ist genau wie Sulphur der Name einer Stadt in den USA. |
| Fedora 11     | Leonidas          | 26. Mai 2009              | Wie Cambridge war Leonidas der Name eines Schiffs der Union Navy. |
| Fedora 12     | Constantine       | 17. November 2009         | Wie Leonidas („300“) ist Constantine der Name des Helden eines neuen Kinofilms. |
| Fedora 13     | Goddard           | 25. Mai 2010              | Wie Konstantin Eduardowitsch Ziolkowski war auch Robert Hutchings Goddard in der Raketenindustrie tätig. |
| Fedora 14     | Laughlin          | 2. November 2010          | Wie Robert H. Goddard war auch Robert Laughlin ein Physikprofessor. |
| Fedora 15     | Lovelock          | 24. Mai 2011              | Lovelock ist der Name einer Stadt in Nevada, genau wie Laughlin. |
| Fedora 16     | Verne             | 8. November 2011          | Jules Verne war genau wie James Lovelock ein Futurist. |
| Fedora 17     | Beefy Miracle     | 29. Mai 2012              | „Beefy Miracle“ war genau wie „Verne“ ein Namensvorschlag für Fedora 16. |
| Fedora 18     | Spherical Cow     | 15. Januar 2013           | Sowohl „Beefy Miracle“ als auch „Spherical Cow“ wurden in Wirklichkeit noch nie beobachtet. |
| Fedora 19     | Schrödinger's Cat | 2. Juli 2013              | Es handelt sich sowohl bei Schrödingers Katze als auch bei „Spherical Cow“ um ein physikalisches Gedankenexperiment. Dieser Name wurde frei vorgeschlagen und gewann bei einer Abstimmung knapp vor Higgs Boson. |
| Fedora 20     | Heisenbug         | November 2013             | Eine Heisenbug ist genau wie Schrödingers Katze erst in einem bestimmten Zustand, wenn man versucht ihn zu beobachten und ansonsten beide Zustände gleichzeitig. Schrödingers Katze ist gleichzeitig tot und lebendig, bis man versucht sie auf ihren Zustand zu untersuchen. Der Name bezieht sich auf die Heisenbergsche Unschärferelation. |

Mit Fedora 20 endete diese Namenserie.